# Jean Curabet
Jean Curabet, né le 19 décembre 1902 à Brioude (Haute-Loire) et mort le 22 janvier 1967 à Marsac-en-Livradois, est un homme politique français.

## Biographie
Fonctionnaire du Trésor public, Jean Curabet s'engage dans le syndicalisme au sein de la CGT du Puy-de-Dôme. Résistant dans ce département au sein des Mouvements unis de la Résistance (MUR), avec le grade de capitaine, il est président du Comité départemental de la Libération du Puy-de-Dôme.
Il est élu maire-adjoint de Clermont-Ferrand lors des élections municipales de mai 1945. 
En octobre 1945, placé en seconde place sur la liste d'union républicaine et résistante présentée par le Parti communiste français, il est élu député du Puy-de Dôme à la première Assemblée constituante. Il s'inscrit au groupe de l'Union des républicains résistants (URR) apparenté au groupe communiste. Il n'est pas réélu lors des élections de la seconde Assemblée constituante en juin 1946.
En novembre 1947, il est élu, par le Conseil de la République, membre de l'Assemblée de l'Union française. Il est l'un des 24 conseillers de l'Union française membre du groupe communiste de cette Assemblée. Il le reste jusqu'en 1952. Il reprend ensuite sa carrière professionnelle de receveur-percepteur des contributions.

### Décorations
- Légion d'honneur
- Médaille militaire